# شايع النفيسة
شايع النفيسة  (20 مارس 1962–15 يناير 2023) لاعب كرة قدم سعودي سابق كان يلعب مهاجماً. انضم إلى نادي الكوكب بسن الشباب عام 1977 ومثّل الفريق الأول بعد عام. قضى كامل حياته المهنية في نادي الكوكب ورفض العديد العروض من كبار الأندية السعودية مثل الهلال والنصر. اعتزل النفيسة عن عمر يناهز 28 عامًا بسبب إصاباته المتكررة. مثّل النفيسة المنتخب السعودي في نهائيات كأس آسيا 1984 وسجُل الهدف الأول في المباراة النهائية.
وقد لعب مع منتخب السعودية لكرة القدم 8 سنوات متتالية، مع ماجد عبد الله في خط الهجوم، سجِل الهدف الأول ضد منتخب كوريا في تصفيات لوس أنجلوس 84 في اللقاء المثير والذي انتهى لصالح السعودية بخمسة أهداف مقابل أربعة. وهو صاحب الهدف الأسطوري الهدف الأول أمام المنتخب الصيني وكان في أول عشر دقائق في نهائي كأس آسيا 1984 الذي فاز به المنتخب السعودي 2-0، وله أكثر من 20 هدف دولي.

## حياته
- أنجب النفيسة ستة أبناء من زوجته، هم: موسى ومشاري و مشعل ووليد ونايف وعبد الله.
- عمل بعد تقاعده عن كرة القدم مساعدا لمدير بيوت الشباب بمحافظة الخرج في السعودية.

## كأس الخليج

### كأس الخليج في عمان 1984
سجّل هدفًا في مرمى منتخب الكويت لكرة القدم.

### كأس الخليج في البحرين 1986
سجّل هدف في مرمى منتخب قطر لكرة القدم.

## مع المنتخب السعودي
مثل النفيسة المنتخب السعودي في 32 مباراة سجل خلالها 10 أهداف كان أهمها هدفه في مرمى الصين خلال نهائي كأس آسيا 1984 الذي ساهم في تتويج المنتخب السعودي بأول لقب قاري في تاريخه.

## وصلات خارجية
- شايع النفيسة على موقع قاعدة بيانات كرة القدم.إي يو (الإنجليزية)
- شايع النفيسة على موقع ناشيونال فوتبول تيمز (الإنجليزية)
- شايع النفيسة على موقع أوليمبيديا (الإنجليزية)